# Lagenocarpus
Lagenocarpus es un género de plantas herbáceas de la familia de las ciperáceas. Comprende 85 especies descritas y de estas, solo 32 aceptadas.

## Descripción
Son plantas perennes de talla media, monoicas o dioicas, con rizomas ramificados. Tallos erectos. Hojas en espiral, a menudo numerosas; vainas gruesamente trígonas, sin alas, lisas, el borde opuesto a la base de la lámina con una contralígula redondeada; láminas lineares, largamente atenuadas, con 1 quilla prominente. Inflorescencia decompuesta, generalmente de varias panículas corimbosas, las ramas superiores de las plantas monoicas pistiladas, las inferiores estaminadas; brácteas subyacentes foliiformes. Espiguillas estaminadas multifloras, cimosas, solitarias o en grupos; glumas imbricadas; estambres 1-2(-6). Espiguillas pistiladas con 1 flor, solitarias o raramente pareadas; glumas 5-8 (en Mesoamérica) o 3, imbricadas; estigmas 3(-4); perianto generalmente de escamas o cerdas hipóginas, diminutas. Aquenios completamente encerrados dentro de y adnatos a un utrículo lageniforme generalmente liso.

## Taxonomía
El género fue descrito por Christian Gottfried Daniel Nees von Esenbeck y publicado en Linnaea 9(3): 304. 1834. La especie tipo es: Lagenocarpus guianensis Nees. 

## Especies
| - Lagenocarpus albo-niger - Lagenocarpus compactus - Lagenocarpus guianensi - Lagenocarpus inversus - Lagenocarpus parvulus - Lagenocarpus polyphyllus | - Lagenocarpus rigidus - Lagenocarpus topazinus - Lagenocarpus tremulus - Lagenocarpus triquetrus - Lagenocarpus velutinus - Lagenocarpus verticillatus |